# 전주 삼천동 곰솔
전주 삼천동 곰솔은 전라북도 전주시 완산구 삼천동에 있는 곰솔이다. 1988년 4월 30일 대한민국의 천연기념물 제355호로 지정되었다.
곰솔은 소나무과로 잎이 소나무 잎보다 억세기 때문에 곰솔이라고 부르며, 바닷가를 따라 자라기 때문에 해송으로도 부르며, 또 줄기 껍질의 색이 소나무보다 검다고 해서 흑송이라고도 한다. 보통 소나무의 겨울눈은 붉은색인데 반해 곰솔은 회백색인 것이 특징이다. 바닷바람과 염분에 강하여 바닷가의 바람을 막아주는 방풍림이나 방조림으로 많이 심는다.

## 특징 및 역사
전주 삼천동 곰솔은 내륙지에서 자라는 것으로 매우 희귀하며 나이는 약 250살 정도로 추정된다. 나무높이(樹高) 14m, 가슴높이둘레(胸高直徑) 3.92m의 크기로 아래에서 보면 하나의 줄기가 위로 올라가다 높이 2m 정도부터 수평으로 가지가 펼쳐져 마치 한 마리의 학이 땅을 차고 날아가려는 모습을 하고 있다. 인동 장씨의 묘역을 표시하기 위해 심어졌다고 전해진다. 1990년대 초 안행지구 택지개발로 고립되어 수세가 약해졌고 2001년도 독극물 주입에 의해 ⅔ 가량의 가지가 죽어 보는 이를 안타깝게 한다.
오랜 세월 조상들의 관심속에 자라 온 삼천동 곰솔은 조상의 묘를 표시하는 나무로 심어져 문화적 자료가 될 뿐만 아니라, 내륙지역에서 자라고 있어 생물학적 자료로서의 가치도 높아 천연 기념물로 지정하여 보호하고 있다.

## 참고 자료
- 전주 삼천동 곰솔 - 국가유산청 국가유산포털